# Papirius Maso
Das Gentilnomen Papirius in Verbindung mit dem Cognomen Maso ist mehrfach belegt. Die Masones sind ein Zweig der alten römischen Familie der Papirier. Bedeutende Vertreter sind:
- Gaius Papirius Maso (Konsul), 231 v. Chr. einziger Konsul dieses Familienzweiges der Papirii;
- Gaius Papirius Maso (Decemvir), Vetter des Konsuls, gehörte zum Priesterkollegium der Decemviri Sacris Faciundis;
- Lucius Papirius Maso, Sohn des Decemvir, Prätor 176 v. Chr.